# Bisharin
 (mars 2023).
Si vous disposez d'ouvrages ou d'articles de référence ou si vous connaissez des sites web de qualité traitant du thème abordé ici, merci de compléter l'article en donnant les références utiles à sa vérifiabilité et en les liant à la section « Notes et références ».
Les Bisharin sont un groupe ethnique habitant l'Afrique du Nord. Ils sont l'un des clans principaux du peuple Bedja.

## Démographie

Un Bisharin (1899)

Les Bisharin vivent dans la partie orientale du désert de Nubie, au Soudan et dans le sud de l'Égypte. Ils résident dans la zone de l'Atbai, située entre le Nil et la mer Rouge, au nord du clan des Amarar et au sud des Ababda.
La population Bisharine avoisine les 42 000 personnes[Quand ?]. La plupart de la tribu se déplace à l'intérieur du Soudan, où elle dispose de représentant au sein du Congrès Beja.

## Langue
La langue maternelle des Bisharin est le Beja, qui fait partie de la branche couchitique des langues afro-asiatiques.

## Économie
Les Bisharin sont traditionnellement des pasteurs nomades, s'occupant de chameaux, bovins, moutons, chèvres et buffles. Les Bisharin de la région d'Assouan font du commerce avec les autres tribus Bejawi depuis l'Antiquité. Il existe aussi une race de poulet nommée après le peuple Bejawi appelé Bigawi, qui était l'objet de commerce autour de Fayoum dans l'Antiquité, elle est cependant mieux connu sous l’appellation Fayoumi.
Pour les Bisharin résidant le long du Nil, l'agriculture est un mode de vie. Ils cultivent le coton, la canne à sucre, le maïs, de dura, le blé, le sésame, des fruits et légumes, et élèvent de la volaille.

## Religion
Les Bisharin sont pour la plupart des musulmans soufis, certains sont cependant chrétiens.